# Adrián Embarba
Adrián Embarba Blázquez (ur. 7 maja 1992 w Madrycie) – hiszpański piłkarz występujący na pozycji pomocnika w klubie UD Almería.